# Jodie Turner-Smith

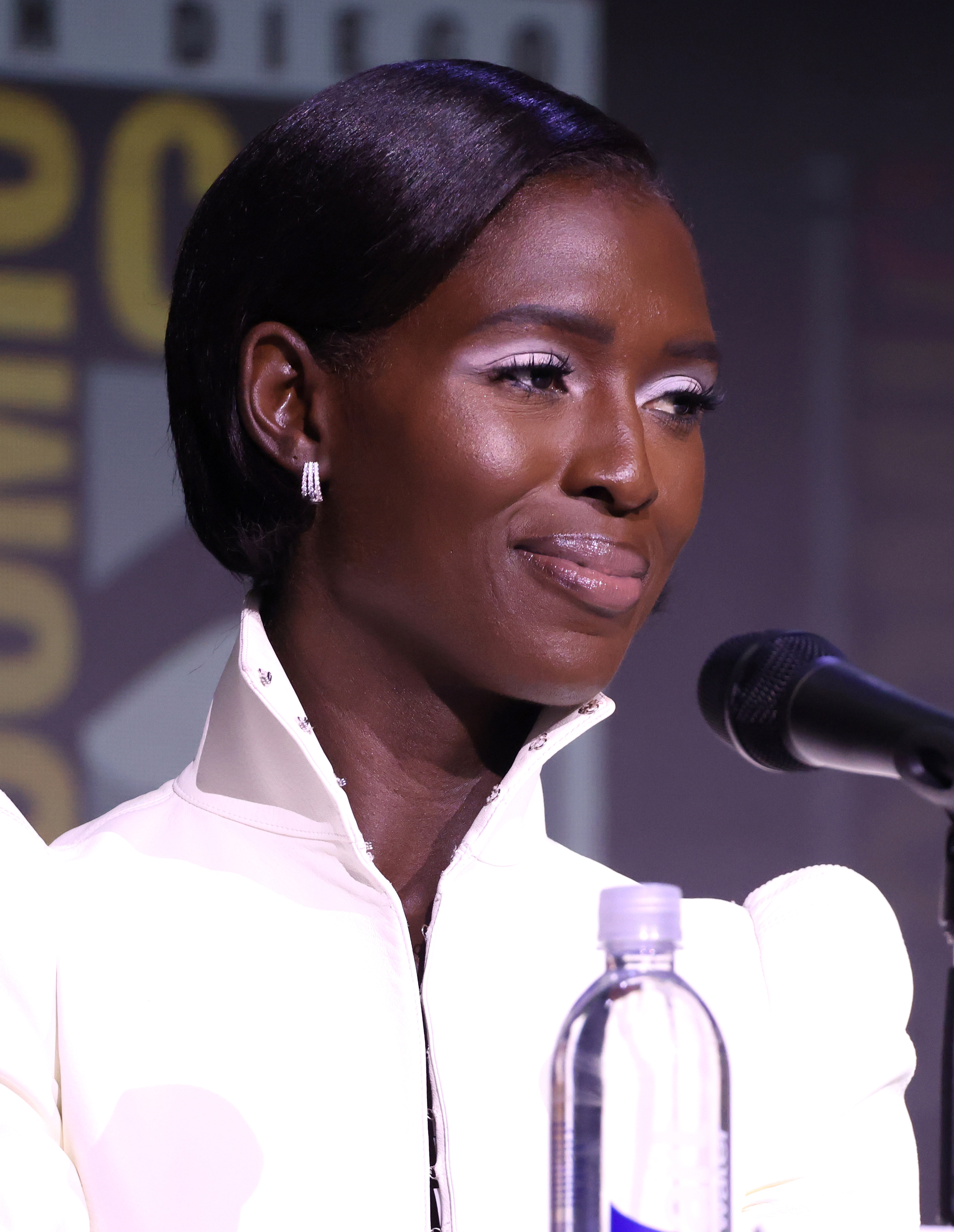
Jodie Turner-Smith (2025)

Jodie Turner-Smith (* 7. September 1986) ist eine britische Schauspielerin und Model.

## Leben
Die 1986 in Peterborough, Cambridgeshire, England geborene Turner-Smith wuchs im englischen Peterborough als Tochter einer jamaikanischen Familie auf. Sie hat zwei Schwestern und einen Bruder.
2009 zog sie nach Los Angeles, nachdem Pharrell Williams sie bei einem Konzert seiner Band N.E.R.D angesprochen hatte und sie überzeugte, dass sie vor die Kamera gehöre. 2013 erhielt sie ihre erste Rolle als Siren in der Fernsehserie True Blood. Es folgten Rollen in der Fernsehserie Mad Dogs, Nicolas Winding Refns Horror-Thriller The Neon Demon und Musikvideos von MGMT (Cool Song No. 2), Devendra Banhart (Für Hildegard von Bingen) und Zayn (Pillowtalk).
2018 erhielt sie die Rolle der Melantha Jhirl in der Fernsehserie Nightflyers. 
Turner-Smith lebt in Los Angeles. Im Dezember 2019 heiratete sie den kanadischen Schauspieler Joshua Jackson. Im April 2020 wurde ihre gemeinsame Tochter geboren. Im Oktober 2023 trennte sich das Paar.

## Filmografie (Auswahl)
- 2013: True Blood (Fernsehserie, 4 Episoden)
- 2015–2016: Mad Dogs (Fernsehserie, 2 Episoden)
- 2016: The Neon Demon
- 2016: Ice (Fernsehserie, Episode 1x01)
- 2017: Lemon
- 2017: Newness
- 2017–2018: The Last Ship (Fernsehserie, 19 Episoden)
- 2018: Nightflyers (Fernsehserie, 10 Episoden)
- 2019: Jett (Fernsehserie, 6 Episoden)
- 2019: Queen & Slim
- 2021: Tom Clancy’s Gnadenlos (Tom Clancy's Without Remorse)
- 2021: After Yang
- 2021: Anne Boleyn (Miniserie, 3 Episoden)
- 2022: Weißes Rauschen (White Noise)
- 2022: The Independent
- 2023: Murder Mystery 2
- 2023: Sex Education (Fernsehserie, 3 Episoden)
- 2024: Bad Monkey (Fernsehserie, 10 Episoden)
- 2024: The Acolyte (Fernsehserie, 3 Episoden)
- seit 2024: The Agency (Fernsehserie)